# Lajos Winkler

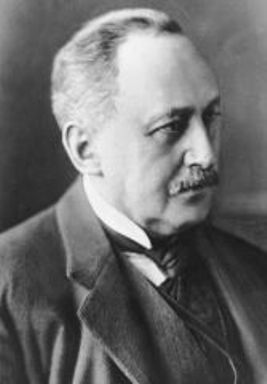
Lajos Winkler

Lajos Winkler (deutsch: Ludwig Wilhelm Winkler; * 21. Mai 1863 in Arad; † 14. April 1939 in Budapest) war ein ungarischer Chemiker und Pharmazeut. Er entwickelte 1888 eine heute noch häufig verwendete Methode zur Bestimmung des im Wasser gelösten Sauerstoffes.

## Leben
Winkler studierte Chemie an der Universität Budapest und promovierte dort 1890 unter Károly Thán. Nach kurzer Assistenzzeit wurde er 1902 zum Professor für Chemie berufen und 1909 als Nachfolger des verstorbenen von Than zum Leiter des Chemischen Institutes ernannt. 1922 wurde Winkler Vollmitglied der Ungarischen Akademie der Wissenschaften.

## Schüler
- János Kabay